# Skott i mörkret
Skott i mörkret (engelska: A Shot in the Dark) är den andra filmen i Rosa pantern-serien. Filmen regisserades och producerades av Blake Edwards och hade premiär 1964.

## Rollista (i urval)
- Peter Sellers – kommissarie Jacques Clouseau
- Elke Sommer – Maria Gambrelli
- George Sanders – Benjamin Ballon
- Herbert Lom – polischef Charles Dreyfus
- Tracy Reed – Dominique Ballon
- Graham Stark – Hercule LaJoy